# Frankie Morello
Frankie Morello è un'azienda italiana del settore della moda e dell'abbigliamento.
L'attività è stata fondata da Maurizio Modica e Pierfrancesco Gigliotti nel 1999. Inizialmente specializzata nell'abbigliamento sportivo maschile, in seguito il marchio ha allargato la propria produzione anche al Prêt-à-porter maschile e femminile.

## Storia

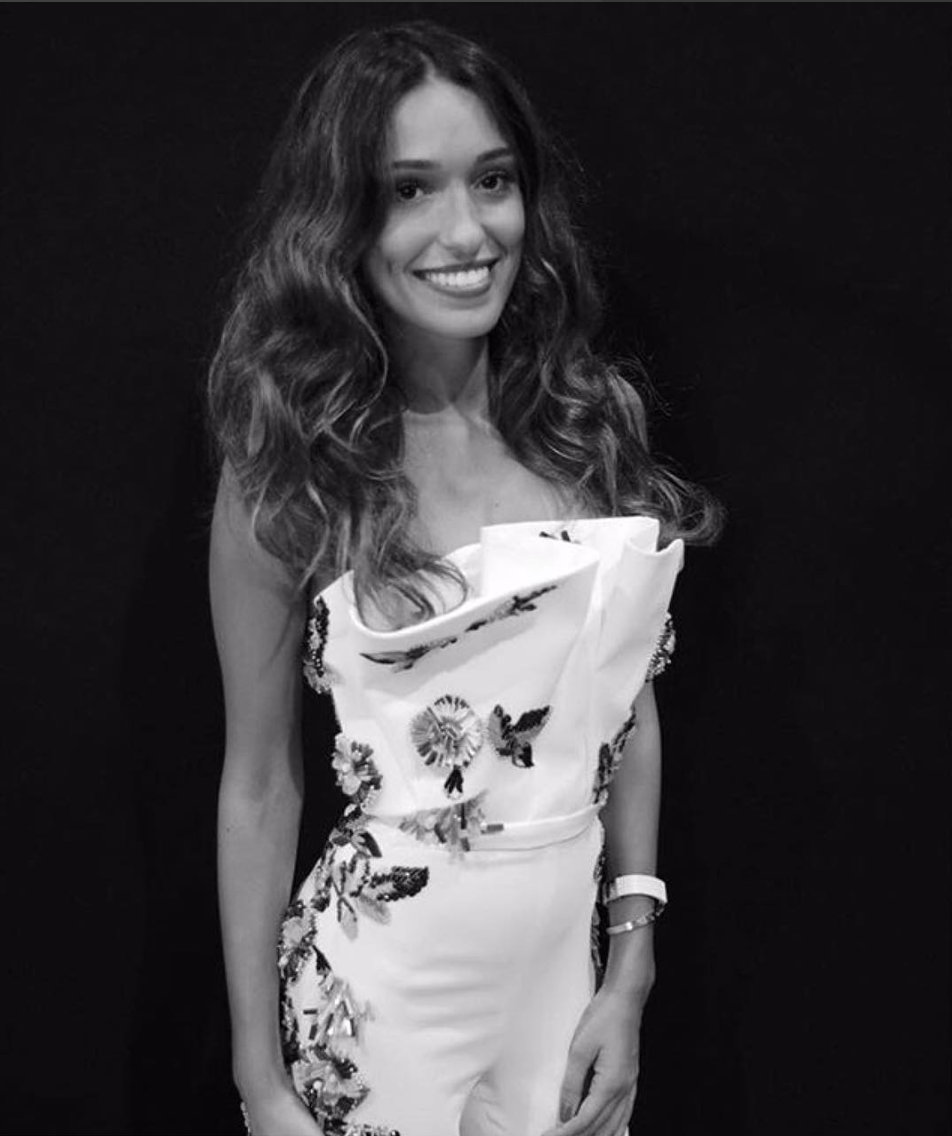
Anna Angela Ammaturo, Presidente di Frankie Morello e del gruppo FMM

Nel 2016 l'azienda petrolifera Ludoil della famiglia Ammaturo investe nella moda e nel lusso, fondando l'azienda FMM srl, azienda nata con l'obiettivo di acquisire partecipazioni in marchi italiani, e arrivando a detenere l'intera proprietà del marchio Frankie Morello Milano che viene affidato ad Anna Angela Ammaturo. Nel 2017 viene aperto un flagship store in Piazza San Babila.
Nel 2019 il nuovo quartier generale viene spostato nel prestigioso Palazzo Serbelloni a Milano. Nello stesso anno, dopo aver inizialmente opzionato un fondo in via della Spiga 31, viene aperto il nuovo flagship store in Via Verri, 4 nel Quadrilatero della moda di Milano.

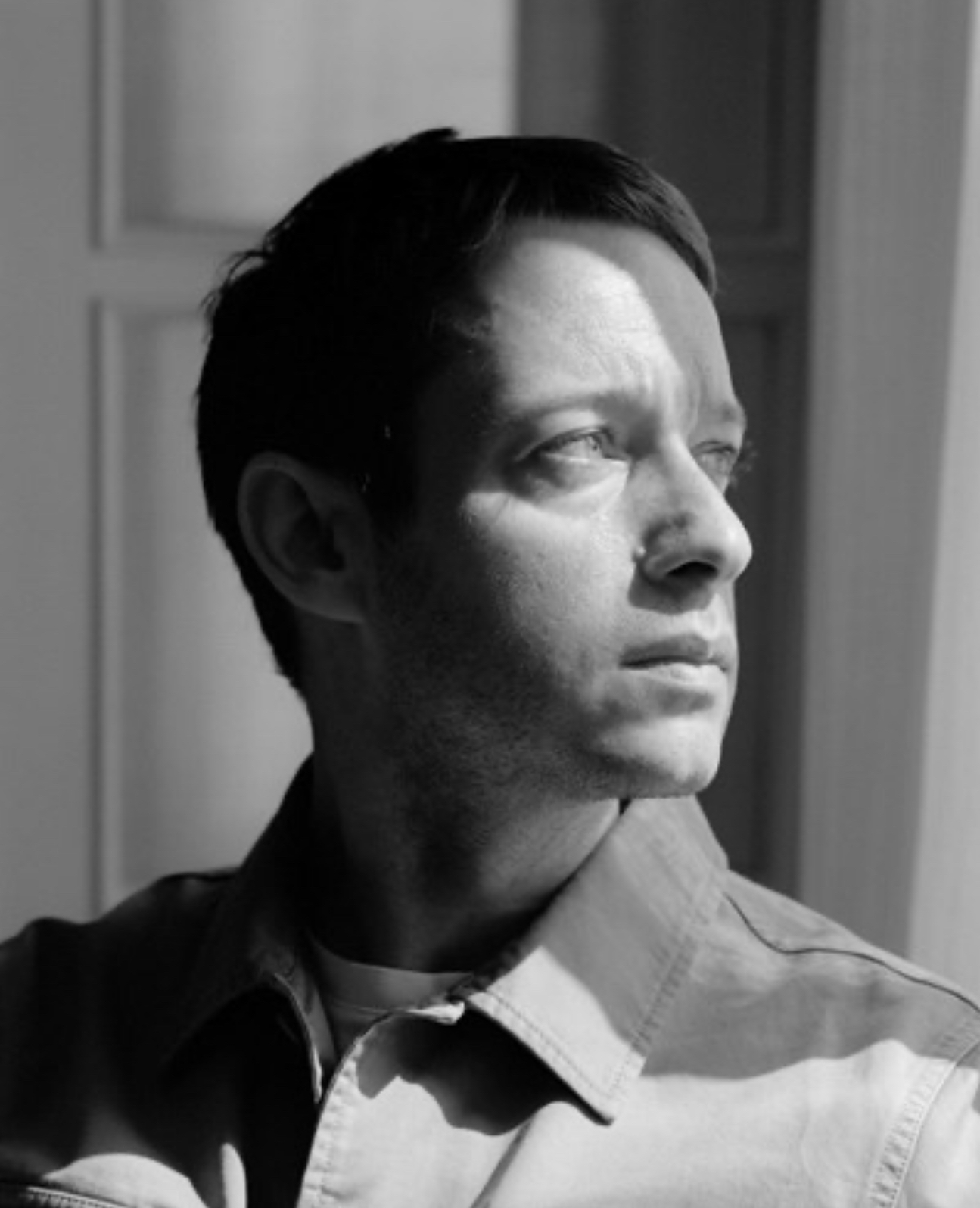
Damir Doma, direttore artistico di Frankie Morello Milano

Nel 2019 la direzione artistica del marchio viene affidata a Damir Doma, stilista, con un passato negli uffici stile di Ann Demeulemeester e Raf Simons e con un marchio omonimo al suo attivo. L'azienda ha ufficializzato la nomina dello stilista croato attraverso un comunicato che annuncia anche un'altra novità, il cambio di logo maiuscolo e pulito, Frankie Morello Milano. Nel 2020 la collezione autunno viene cancellata per la carenza di ordini.